# Tratado Arosemena-Guzmán
O Tratado Arosemena-Guzmán (oficialmente denominado Tratado de Arbitragem "Juris" entre os Estados Unidos da Colômbia e os Estados Unidos da Venezuela) foi um acordo assinado na cidade de Caracas em 14 de setembro de 1881 entre os governos dos Estados Unidos da Colômbia e dos Estados Unidos da Venezuela, representados respectivamente pelos ministros plenipotenciários Justo Arosemena e Antonio Guzmán. O tratado foi aprovado na Colômbia pela lei 3 de 29 de março de 1882 e na Venezuela pela lei de 7 de abril do mesmo ano; a troca de ratificações ocorreu em Caracas em 9 de junho de 1882.

## Objetivo
O objetivo deste convênio era esclarecer o método pelo qual as disputas fronteiriças entre os dois países seriam resolvidas. Foi acordado que os governos se submeteriam à arbitragem do monarca espanhol, cuja sentença seria definitiva e inapelável. Também foi designado um prazo para que as partes apresentassem suas respectivas alegações e documentação que apoiasse suas reivindicações correspondentes. O resultado direto deste tratado foi o Laudo Arbitral Espanhol de 1891.